# Phigalia olivacearia
Phigalia olivacearia là một loài bướm đêm trong họ Geometridae.